# Trimmruder

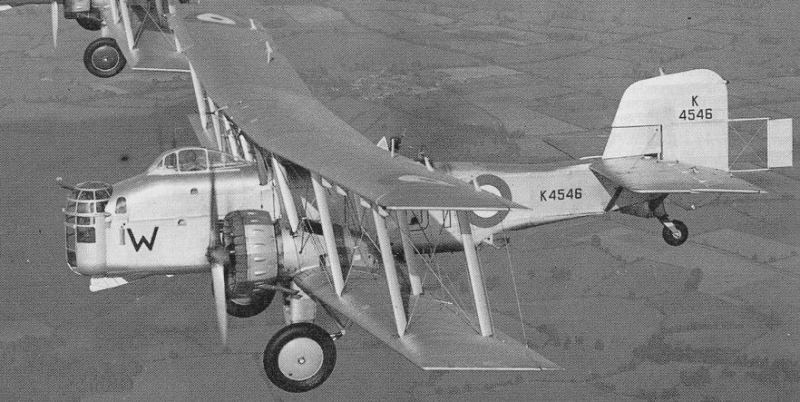
Trimmklappe am Seitenruder einer Boulton & Paul Overstrand

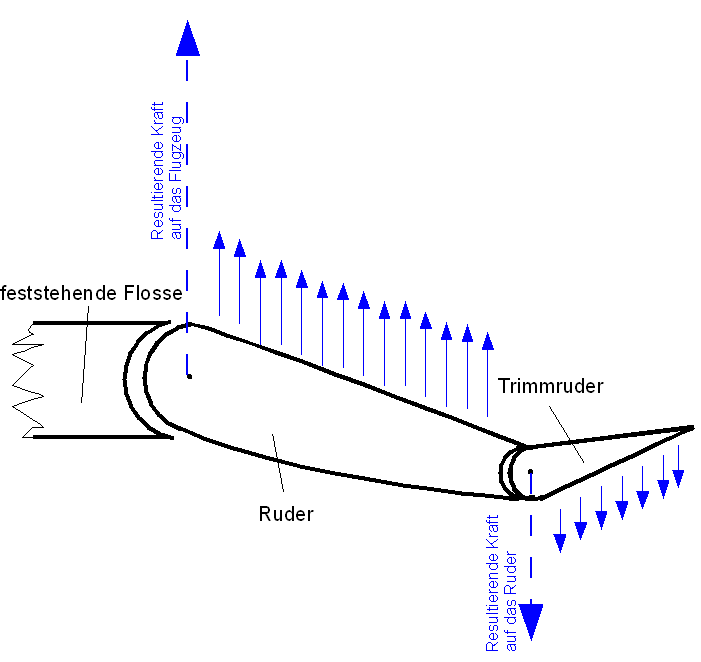
Funktionsweise

Ein Trimmruder oder eine Trimmklappe ist ein kleines Ruder an Querruder, Höhenruder oder Seitenruder eines Flugzeuges. Mit der Trimmung lassen sich Ruderkräfte für verschiedene Flugsituationen neutralisieren, z. B. für unterschiedliche Stellungen des Höhenruders in Abhängigkeit von der Geschwindigkeit bzw. des Seitenruders in der Startphase von Motorflugzeugen oder für den Einmotorenflug. Das Bild der Boulton Paul Overstrand zeigt eine frühe Form solcher Trimmruder. Andere Varianten von Aerodynamischen Hilfsflächen sind z. B. an den Querrudern des Dornier Wal oder am Höhenruder der Dornier Do X zu erkennen. 
Seit Mitte der 1930er Jahre ist das schematisch dargestellte Flettner-Ruder die übliche Ausführung, da es kaum zusätzlichen Widerstand erzeugt.
Das Trimmruder zieht mit der von ihm selbst erzeugten Luftkraft und dem großen Hebelarm die Hinterkante des Ruders, an dem es angebracht ist, aus der ursprünglichen Neutralposition in eine neue „Normallage“. Damit wird die Kraft am Steuerknüppel/an den Pedalen für diese neue Fluglage neutralisiert. Das Trimmruder ist eine von mehreren Technologien zum Einstellen der Trimmung mittels eines Bedienelements in der Pilotenkanzel.
Eine ähnliche Wirkung wie das Trimmruder entfaltet die bei Sportflugzeugen und an Rotorblättern von Hubschraubern gebräuchliche Bügelkante, meist einfach ein an die Hinterkante des Ruders/Rotorblattes genietetes Blech. Die aerodynamische Funktion ist die gleiche wie beim Trimmruder, allerdings kann die Bügelkante nicht während des Fluges verstellt werden. Somit ist diese Bügelkante lediglich geeignet, bauliche Ungenauigkeiten dauerhaft zu kompensieren oder (z. B. bei Pendel-Höhenrudern) eine gewisse Ruderkraft zu erzeugen, die dem Piloten das Gefühl einer Neutralstellung vermittelt.